# Kapaklı, Çerkezköy
Kapaklı là một thị trấn thuộc huyện Çerkezköy, tỉnh Tekirdağ, Thổ Nhĩ Kỳ. Dân số thời điểm năm 2011 là 60.877 người.